# Масерија Капоијацо (Авелино)
Масерија Капоијацо је насеље у Италији у округу Авелино, региону Кампанија.
Према процени из 2011. у насељу је живело 33 становника. Насеље се налази на надморској висини од 658 м.